# Íñigo Méndez de Vigo
Pour les articles homonymes, voir Inigo, Mendez, Vigo et Montojo.
Íñigo Méndez de Vigo y Montojo, baron de Claret, né le 21 janvier 1956 à Tétouan, est un homme politique espagnol membre du Parti populaire (PP).
Il est ministre de l'Éducation et de la Culture entre juin 2015 et juin 2018.

## Biographie

### Formation et parcours professionnel
Il est le fils d'un officier d'infanterie et le petit-fils de Carmen de Icaza y de León, baronne de Claret, célèbre écrivain de romans d'amour. Après avoir obtenu son bachillerato (es) au collège allemand de Madrid, il s'inscrit à l'université complutense de Madrid où il étudie le droit. Il obtient sa licence entre 1978 puis accomplit son service militaire obligatoire en tant que sous-lieutenant.
En 1981, il passe avec succès le concours d'administrateur parlementaire (en espagnol : Letrado de las Cortes). Il devient, dès l'année suivante, directeur des Relations interparlementaires du Congrès des députés, puis demande sa mise en disponibilité en 1984.

### Débuts en politique
Il rejoint alors le cabinet du secrétaire général du Conseil de l'Europe Marcelino Oreja, en tant que conseiller spécial. Il s'engage définitivement en politique en 1989, par son adhésion au Parti populaire de Manuel Fraga.
Pour les élections européennes du 15 juin suivant, il est investi en dix-septième position sur la liste du PP menée par Oreja. Cependant, le parti ne totalise que 15 députés européens sur 60.

### Député européen
Toutefois, à la suite du décès d'Arturo Escuder Fort, Íñigo Méndez de Vigo devient finalement député européen le 19 octobre 1992, à l'âge de 36 ans. Il siège au sein du groupe du Parti populaire européen (PPE) et intègre la commission de la Politique régionale, de l'Aménagement du territoire et des Relations avec les pouvoirs locaux et régionaux.
Pour les élections du 12 juin 1994, il figure de nouveau à la dix-septième place de la liste du PP, que conduit Abel Matutes. Le parti remporte cette fois-ci 28 sièges, assurant facilement sa réélection. À l'ouverture de la législature, en juillet, il devient vice-président de la commission institutionnelle, fonction qu'il occupe jusqu'au renouvellement des instances parlementaires en janvier 1997.
Il est ensuite réélu en 1999, 2004, puis 2009.

### Secrétaire d'État
À la suite de la victoire du PP aux élections générales anticipées du 20 novembre 2011, il est nommé secrétaire d'État à l'Union européenne le 24 décembre. Il travaille alors sous l'autorité du ministre des Affaires étrangères José Manuel García-Margallo, avec qui il siégeait au Parlement européen.

### Ministre de l'Éducation
Le 26 juin 2015, un mois après la déroute du PP aux élections locales, Íñigo Méndez de Vigo est choisi pour prendre la succession de José Ignacio Wert au poste de ministre de l'Éducation, de la Culture et des Sports. Le lendemain, il est relevé de ses fonctions au ministère des Affaires étrangères.

### Député au Congrès
Lors de sa nomination, Íñigo Méndez de Vigo n'est pas élu au Congrès des députés. Pour les élections générales du 20 décembre 2015, il est investi tête de liste dans la circonscription électorale de Palencia, en Castille-et-León. Sa liste obtient 40,34 % des voies et deux des trois sièges à pourvoir. À l'ouverture de la XIe législature, il rejoint les bancs du groupe populaire.
Il est réinvesti tête de liste dans la circonscription électorale de Palencia en Castille-et-León pour les élections générales du 26 juin 2016. Sa liste obtient 45,72 % des voies et deux des trois sièges à pourvoir, améliorant son score de décembre 2015 de 5 points. Sous la XIIe législature il siège au sein du groupe populaire.
Le 4 novembre 2016, il est reconduit dans ses fonctions ministérielles dans le deuxième cabinet Rajoy et reçoit en outre celles de porte-parole du gouvernement. C'est la première fois que le ministre de l'Éducation est chargé de cette responsabilité.
Il devient président de la commission de l'Éducation et de la Formation professionnelle le 13 septembre 2018, en remplacement de l'ancienne maire de Cadix Teófila Martínez.
Il annonce le 11 mars 2019 à Palencia qu'il abandonne ses activités politiques et qu'il ne briguera pas un nouveau mandat de député lors des élections générales d'avril suivant. Il réintègre alors le corps des administrateurs parlementaires au Sénat espagnol.

### Vie privée et famille
Il est fils du lieutenant-colonel Iñígo Méndez de Vigo y del Arco (descendant du ministre de la Guerre Santiago Méndez de Vigo et de son épouse Ana Isabel Osorio y Zayas, comtesse suo jure de Santa Cruz de los Manueles), ancien aide de camp du général Franco, et de Paloma de Montojo e Icaza, comtesse d'Areny. Il est marié depuis 1985 à María Pérez de Herrasti y Urquijo, par ailleurs cousine de Pedro Morenés, et père d'une fille, Inés, née en 2001.